# Anatatha wilemani
Anatatha wilemani là một loài bướm đêm trong họ Erebidae.